# Нівіська (гміна)
Гміна Нівіська (пол. Gmina Niwiska) — сільська гміна у східній Польщі. Належить до Кольбушовського повіту Підкарпатського воєводства.
Станом на 31 грудня 2011 у гміні проживало 6019 осіб.

## Територія
Згідно з даними за 2007 рік площа гміни становила 95.05 км², у тому числі:
- орні землі: 50.00%
- ліси: 45.00%

Таким чином, площа гміни становить 12.28% площі повіту.

## Населення
Станом на 31 грудня 2011:
| Опис     | Загалом | Загалом | Чоловіки | Чоловіки | Жінки | Жінки |
| -------- | ------- | ------- | -------- | -------- | ----- | ----- |
| одиниця  | осіб    | %       | осіб     | %        | осіб  | %     |
| все      | 6019    | 100     | 3004     | 49.91    | 3015  | 50.09 |
| міське   | 0       | 100     | 0        |          | 0     |       |
| сільське | 6019    | 100     | 3004     | 49.91    | 3015  | 50.09 |

## Сусідні гміни
Гміна Нівіська межує з такими гмінами: Кольбушова, Мелець, Острув, Пшецлав, Сендзішув-Малопольський, Цмоляс.